# Eagles
Pour les articles homonymes, voir Eagles (homonymie).
Eagles (prononcé en anglais : [ˈiɡl̩z]) est un groupe américain de rock, originaire de Los Angeles, en Californie. Le groupe se forme en 1971 et adopte un style aux influences country et bluegrass, connu sous le nom de « West Coast Sound ».
Le groupe publie son premier album The Eagles en 1972, qui comprend trois singles classés au Top 40 aux États-Unis : Take It Easy, Witchy Woman, et Peaceful Easy Feeling. L'album qui suit, Desperado (1973), est moins bien accueilli et n'atteint que la 41e place des classements. Cependant, il comprend deux chansons populaires, Desperado et Tequila Sunrise. Le groupe publie ensuite On the Border en 1974, aux côtés du guitariste Don Felder, cinquième membre. L'album génère deux singles classés au Top 40 du Billboard Hot 100 : Best of My Love (n°1) et Already Gone.
Leur album One of These Nights (1975) inclut trois singles classés au Top 10 : One of These Nights, Lyin' Eyes et Take It to the Limit. Le guitariste et chanteur Joe Walsh se joint aussi au groupe en 1975 en remplacement de Bernie Leadon. Les Eagles continuent dans cette lignée et jouissent d'un pic de popularité en 1976 avec la sortie de l'album Hotel California, qui se vendra à plus de 16 millions d'exemplaires rien qu'aux États-Unis et à plus de 32 millions dans le monde. L'album comprend deux singles classés premier des charts, New Kid in Town et Hotel California, accompagnés d'autres titres tels que Life in the Fast Lane, Victim of Love et The Last Resort. Parue la même année, leur compilation Their Greatest Hits (1971–1975) est le premier album à avoir été certifié disque de platine par la Recording Industry Association of America (RIAA). Elle est aussi l'album le plus vendu aux États-Unis (devant Thriller de Michael Jackson), avec 38 millions d'exemplaires écoulés en format physique ou streaming en 2018, soit 38 fois disque de platine. Elle s'écoule à 42 millions d'exemplaires dans le monde.
Le bassiste Randy Meisner quitte le groupe en 1977 et est remplacé par l'ex-Poco Timothy B. Schmit. Les Eagles sortent un nouvel album studio en 1979, intitulé The Long Run, qui comprend trois singles classés au Top 10 : Heartache Tonight, The Long Run et I Can't Tell You Why. Les Eagles se séparent en 1980, mais se retrouvent en 1994 pour l'album Hell Freezes Over, un mélange de chansons studio et live. Ils partent en tournée et sont introduits au Rock and Roll Hall of Fame en 1998 lors de leur première année de nomination. En 2007, les Eagles publient Long Road Out of Eden, leur premier album studio en 28 ans. Il sera leur sixième album classé premier au Billboard 200. L'année suivante, ils effectuent la tournée Long Road Out of Eden Tour en soutien à l'album. En 2013, ils commencent le History of the Eagles – Live in Concert, en parallèle à la sortie du documentaire History of The Eagles.
Après la mort de Glenn Frey en 2016, Don Henley explique à plusieurs reprises ne pas souhaiter continuer l'aventure avec le groupe. Cependant, les Eagles reviennent en 2017, avec comme invités Deacon Frey (le fils de Glenn) et Vince Gill, qui se partagent le chant et la guitare, particulièrement sur les chansons signées Glenn Frey.

## Historique

### Formation et débuts (1971–1973)
Le groupe Eagles est formé à Los Angeles, en Californie, en 1970 par Glenn Frey et Don Henley qui se sont connus au sein du groupe d'accompagnement de Linda Ronstadt. À ses débuts, le groupe est constitué de quatre membres : Randy Meisner (chant/basse) ex-Poco, Bernie Leadon (chant/guitare/banjo), Don Henley (chant/batterie) et son fondateur Glenn Frey (guitare, piano et chant).
Henley déménage de Los Angeles au Texas avec son groupe Shiloh pour enregistrer un album produit par Kenny Rogers, et Frey vient du Michigan et forme Longbranch Pennywhistle ; ils se rencontrent en 1970 au Troubadour de Los Angeles et lancent conjointement un label, Amos Records. Randy Meisner, qui a joué au sein du groupe de Ricky Nelson, the Stone Canyon Band, et Bernie Leadon, vétéran des Flying Burrito Brothers, se joignent plus tard au groupe de Linda Ronstadt pendant la tournée estivale en soutien à l'album Silk Purse,.
En tournée, Frey et Henley décident de former un groupe et en informent Linda. Frey rappelle plus tard cette dernière pour accepter sa proposition de groupe. Ils recrutent alors Meisner. Les quatre s'alignent derrière Linda Ronstadt pour un unique concert en juillet à Disneyland et apparaissent sur son album éponyme, Linda Ronstadt. À l'époque toujours sans nom, le groupe joue son premier concert en octobre 1971 sous le nom de Teen King and the Emergencies dans un club appelé The Gallery à Aspen,.
Le premier album du groupe sort sous le titre de The Eagles. Il est enregistré en Angleterre en février 1972 avec le producteur Glyn Johns. Johns est impressionné par le chant harmonieux du groupe et est cité pour l'avoir transformé en « un groupe de country-rock aux harmonies angéliques. » Publié le 1er juin 1972, ce premier album rencontre un très grand succès, notamment grâce au titre Take It Easy, écrit et composé par Jackson Browne et Glenn Frey.
Leur deuxième album, Desperado, sort l'année suivante et contient outre la chanson-titre, Tequila Sunrise. Cet album est enregistré à Londres dans les studios de Chris Blackwell, Island Studios, à Basing Street. Assez de matériel phonographique est en réserve dans ce studio pour réaliser un autre album.

### On the BorderetOne of These Nights(1974–1975)
En 1974, les Eagles enrôlent un nouveau guitariste, Don Felder qui, au départ, devait jouer seulement sur une chanson, Good Day in Hell à la guitare slide, mais le groupe fut si impressionné qu'ils embauchent alors le nouveau venu. Le groupe enregistre alors un troisième album, On the Border, qui aura un tel succès qu'à lui seul il fait connaître le groupe de part et d'autre de l'Atlantique[réf. nécessaire]. Il contient, entre autres titres, la chanson Already Gone.
L'année suivante (1975) paraît leur quatrième album, One of These Nights, avec comme titre phare Lyin' Eyes et la chanson-titre. Peu de temps après la sortie de l'album, Bernie Leadon décide de quitter le groupe. Il est dès lors remplacé par Joe Walsh, l'ex-guitariste de James Gang. La même année, le groupe fait la couverture du magazine Rolling Stone le 25 septembre 1975, et le 28 septembre le groupe a rejoint Linda Ronstadt, Jackson Browne et Toots and the Maytals pour un concert devant 55 000 personnes au Stade Anaheim.

### Hotel California(1976–1978)
Au début de 1976, le groupe publie sa première compilation, Their Greatest Hits (1971–1975). L'album est le mieux vendu aux États-Unis au 20e siècle et comptera, depuis, 29 millions d'exemplaires rien qu'aux États-Unis, et 42 millions dans le monde,. Il reste le mieux vendu de tous les temps jusqu'à l'arrivée de Thriller de  Michael Jackson après la mort de l'artiste en 2009.
Puis, la même année, le 8 décembre 1976, sort le plus connu de tous les albums du groupe, Hotel California. Certains[Qui ?] pensent que la chanson éponyme de l'album a certainement été inspirée par une pièce de Jethro Tull, écrite par Ian Anderson, We Used to Know sur l'album Stand Up publié en 1969. Mais l'écoute consécutive de ces deux chansons permet seulement de remarquer la similitude de la musique. Le second single, la pièce-titre, atteint les charts en mai 1977, et devient la chanson-signature des Eagles. Il fait participer Henley au chant, et un duo de guitare solo entre Felder et Walsh. La chanson est écrite par Felder, Henley, et Frey.
L'album remporte deux Grammys pour l'« album de l'année » (Hotel California) et « meilleur arrangement vocal » (New Kid in Town). Hotel California atteint la pole position des charts et est nommé pour l'album de l'année aux Grammy Awards en 1978, mais perd face à l'album Rumours de Fleetwood Mac. Hotel California est le dernier album à faire participer le membre fondateur Randy Meisner, qui quittera brusquement le groupe après la tournée 1977.

### The Long Runet séparation (1977–1980)
En 1979, après le départ du premier bassiste Randy Meisner, remplacé par Timothy B. Schmit ex-membre de Poco, le groupe enregistre un sixième album qu'il croit alors être son dernier, The Long Run. Les tensions apparues dans le groupe ont fini par le dissoudre. Don Henley disait alors que le groupe ne se reformerait que lorsqu'« il gèlera en enfer » ( When Hell Freezes Over). Sur cet album, Timothy B. Schmit écrit avec Don Henley et Glenn Frey, leur plus belle ballade I Can't Tell You Why, sans oublier la chanson In the City de Joe Walsh. Se retrouve aussi sur ce même album, une autre jolie ballade, Love Will Keep Us Alive écrite et composée par Pete Vale, Jim Capaldi, Paul Carrack) et chantée aussi par le bassiste Timothy B. Schmit.

### Retour et nouvelle pause (1994–2013)

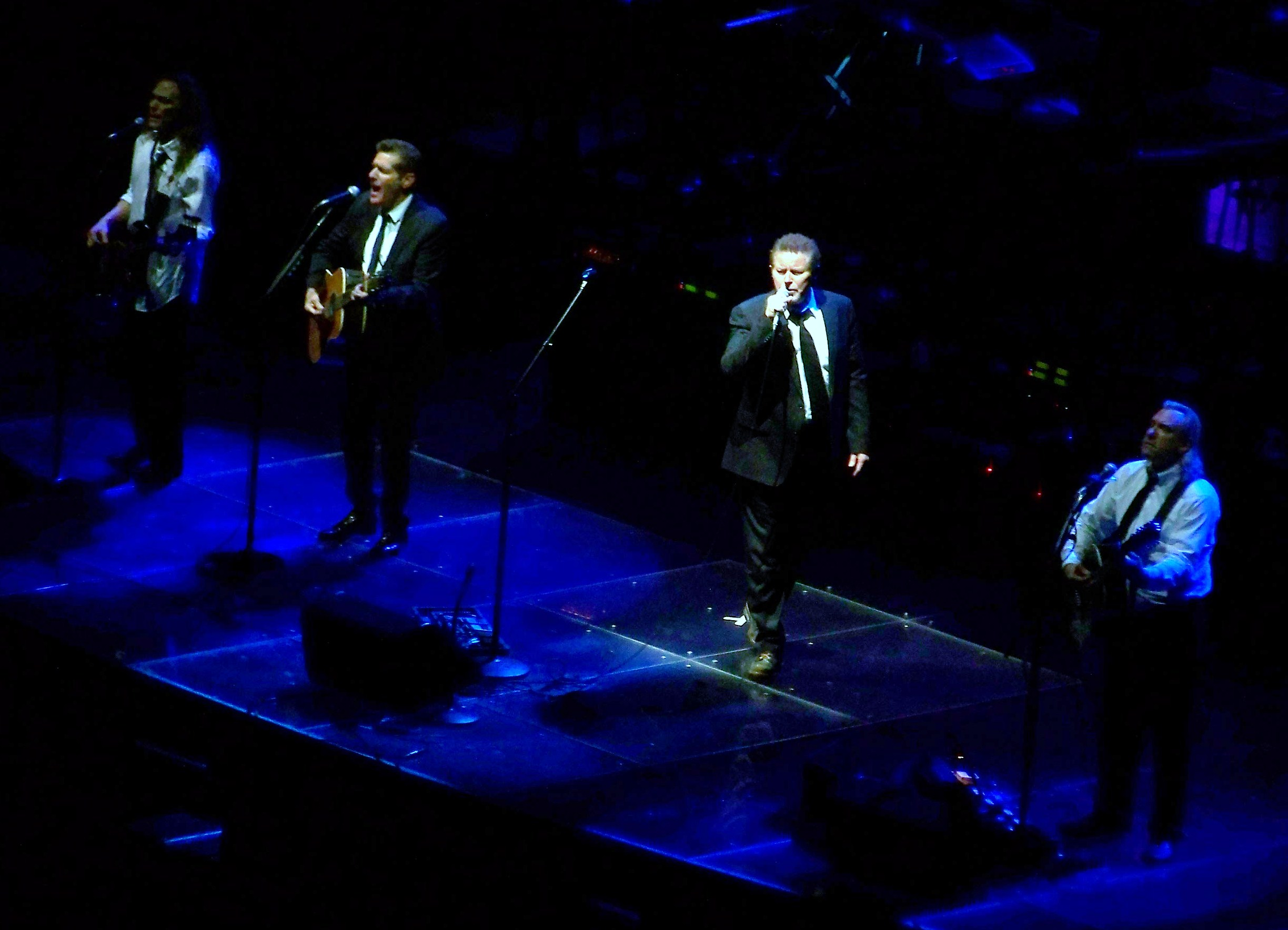
Eagles à Berlin, en 2009.

En 1994, soit quatorze ans après la séparation du groupe, celui-ci fait toujours parler de lui grâce à son titre phare Hotel California. Ce succès pousse le groupe à se reformer pour une tournée et un nouvel album, Hell Freezes Over, qui est constitué de quatre nouvelles compositions et des plus grands succès du groupe en version live. Un titre d'un album solo de Don Henley y apparaît également (New-York Minute) ainsi qu'une nouvelle version acoustique de leur plus grand succès, Hotel California très appréciée des fans du groupe.
Les tensions ont disparu et le groupe affirme très ironiquement au début de leur tournée qu'« on ne s'est jamais séparé, on a simplement pris quatorze ans de vacances ». Un DVD suivra cette tournée, avec les chansons du dernier album, mais aussi d'autres titres des carrières solo de Don Henley (The Heart of the Matter) et Joe Walsh (Help Me Through the Night). Mais encore une fois, les problèmes internes resurgissent et Don Felder finira par être évincé du groupe. Le groupe est donc désormais constitué de Glenn Frey, Don Henley, Joe Walsh et Timothy B. Schmit.
Steuart Smith est engagé par le groupe en 2001 après le départ de Don Felder, expulsé du groupe cette année-là. Steuart partage les solos de guitares avec Joe Walsh. En plus de jouer sur scène avec le groupe, il coécrit plusieurs chansons du nouvel album des Eagles Long Road Out of Eden, sorti en 2007, partageant également les droits de productions avec les quatre membres et le batteur Scott Crago. Steuart joue également en tant que musicien lors des tournées solo de Don Henley, et joue occasionnellement lors des concerts de Glenn Frey.
Après de nombreuses années de silence, le groupe signe un double album, Long Road Out of Eden, dont la sortie en octobre 2007 accompagne leur retour sur scène.

### History of the Eagles(2013–2016)

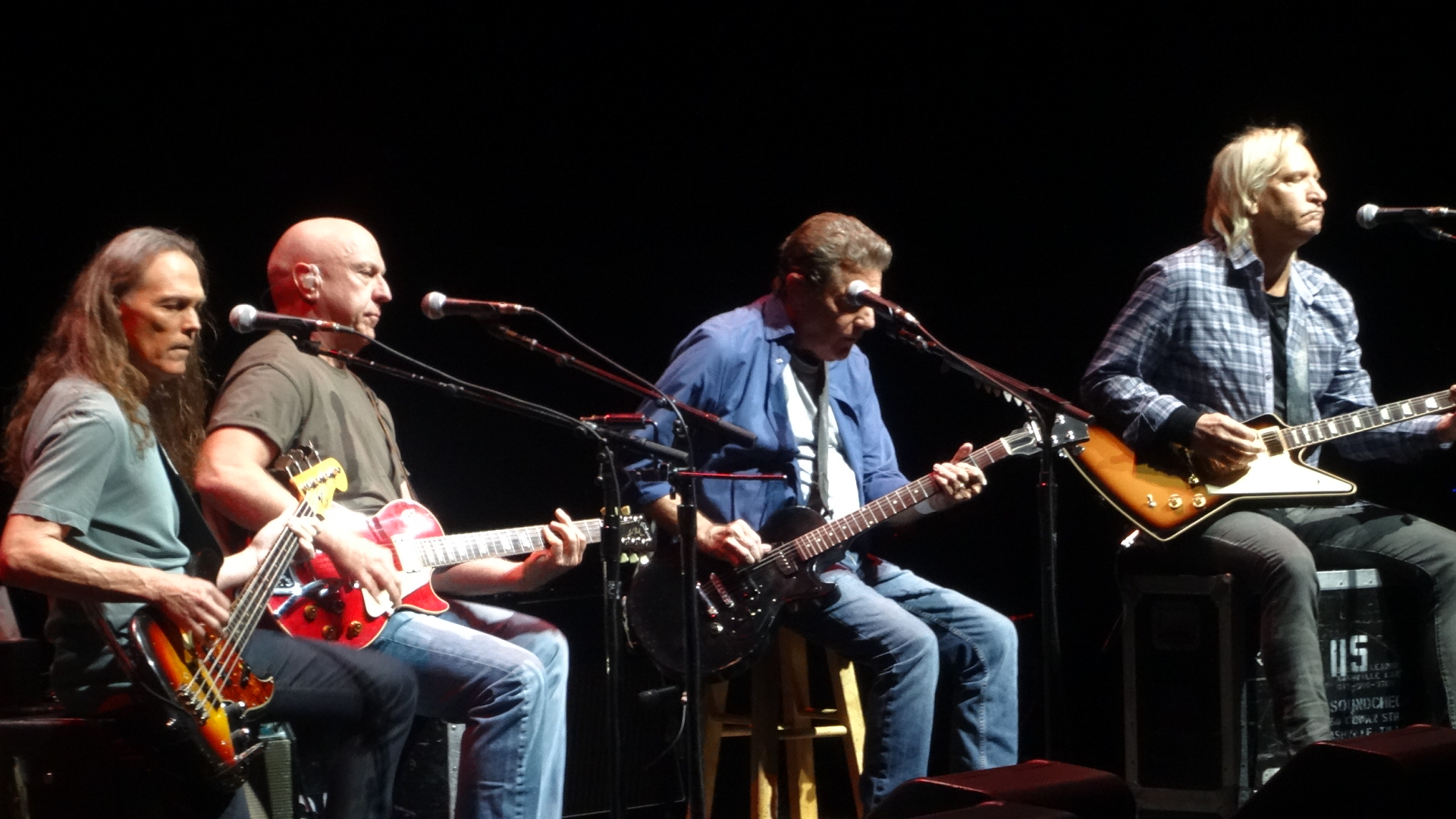
Tournée History of the Eagles en 2014, avec de gauche à droite, Timothy B. Schmit, Bernie Leadon le regretté Glenn Frey et Joe Walsh.

En février 2013, le groupe publie un documentaire intitulé History of the Eagles et entament une tournée homonyme dans les arènes américaines en juillet. Henley explique que la tournée, qui s'est répandue à l'international et a continué jusqu'en juillet 2015 « aurait très bien pu être notre dernière... ». Le premier guitariste des Eagles, Bernie Leadon, apparaît aussi pendant la tournée. Walsh explique que « Bernie est brillant. Je n'avais jamais eu l'occasion de jouer avec lui, mais on est finalement entré en contact. » Les anciens membres Randy Meisner et Don Felder n'y participent pas. Meisner a été invité mais a préféré ne pas y prendre part pour des raisons de santé, et Felder n'a jamais été invité.
Glenn Frey décède le 18 janvier 2016 à New York des suites d'une pneumonie issue des complications d'une polyarthrite rhumatoïde.

### Nouveau retour (depuis 2017)
Ils se reforment en 2017 pour repartir sur la route avec Deacon Frey le fils de Glenn à la guitare, aux claviers et au chant ainsi que Vince Gill à la guitare et au chant, avec Don Henley, Timothy B. Schmit et Joe Walsh. Tournée d'adieu aux États-Unis  en 2023 avec Steely Dan.

### L'albumHotel Californiadans son intégralité en concert
Selon le site officiel du groupe, pour la première fois de leur carrière, les Eagles - Don Henley, Joe Walsh et Timothy B. Schmit, ainsi que Deacon Frey et Vince Gill - interpréteront leur album emblématique «Hotel California» dans son intégralité lors de leur seul spectacle nord-américain de 2019 au MGM Grand Garden Arena à Las Vegas, Nevada, où ils joueront pour deux soirs seulement. Ils reprendront l'intégralité de l'album lors des concerts qui auront lieu les vendredi 27 septembre et samedi 28 septembre 2019. Chaque performance comprendra également une reprise des plus grands succès du groupe.

## Membres

### Membres actuels
- Don Henley – chant, chœurs, batterie, percussions, guitare rythmique (1971–1980, 1994–2016, depuis 2017)
- Joe Walsh – chant, chœurs, guitare, claviers, talkbox (1975–1980, 1994–2016, depuis 2017)
- Timothy B. Schmit – chant, chœurs, basse (1977–1980, 1994–2016, depuis 2017)

#### Membres de tournée
- Deacon Frey – chant, chœurs, guitare, claviers (depuis 2017)
- Vince Gill – chant, chœurs, guitare (depuis 2017)
- Steuart Smith – guitare, mandoline, chœurs (2001–2016, depuis 2017)
- John Corey – piano, chœurs, percussions, guitare (depuis 2017)
- Scott F. Crago – batterie, percussions (1994–2016, depuis 2017)

### Anciens membres
- Glenn Frey – chant, chœurs, guitare, claviers (1971–1980, 1994–2016, décédé en 2016)
- Bernie Leadon – chant, chœurs, guitare, banjo, mandoline, guitare pedal steel (1971–1975, 2013–2016)
- Randy Meisner – chant, chœurs, basse (1971–1977, décédé en 2023)
- Don Felder – guitare, guitare pedal steel, chant, chœurs (1974–1980, 1994–2001)

#### Anciens membres de tournée
- Joe Vitale (en) – batterie, percussions, claviers, chœurs (1977–1980)
- Timothy Drury – claviers, guitare, chœurs (1994–1999)
- Al Garth – saxophone, violon (1994–2012)
- Will Hollis – claviers, synthétiseur, chœurs (2001–2015)
- Michael Thompson – piano, claviers, chœurs (2001–2015)

## Discographie

### Albums studio
- 1972 : Eagles
- 1973 : Desperado
- 1974 : On the Border
- 1975 : One of These Nights
- 1976 : Hotel California
- 1979 : The Long Run
- 2007 : Long Road Out of Eden

### Albums live
- 1980 : Eagles Live
- 1994 : Hell Freezes Over
- 2005 : Farewell 1 Tour - Live From Melbourne
- 2016 : Dark Desert Highways - The Legendary Broadcasts - Coffret 6 CD
- 2019 : Hell Freezes Over Again (Réédition sous forme de coffret 2 CD)
- 2020 : Live From The Forum - MMXVIII (Live 2018)

### Compilations
- 1976 : Their Greatest Hits (1971–1975)
- 1982 : The Eagles Greatest Hits, Vol. 2
- 1984 : The Best of the Eagles
- 1988 : The Legend of The Eagles
- 1994 : The Very Best of The Eagles
- 2000 : Selected Works: 1972-1999 - Coffret 4 CD
- 2003 : The Very Best of The Eagles - The Complete Greatest Hits - 2 CD
- 2005 : Eagles - Coffret 7 CD + 1 CD Single.
- 2013 : The Studio Albums 1972-1979 - Coffret 6 CD contient les albums studio enregistrés entre 1972 et 1979
- 2017 : Their Greatest Hits Volumes 1 & 2 - Renferme les 2 premières compilations entre 1976 et 1982
- 2018 : Legacy - Coffret 12 CD / 1 DVD / 1 Blue-Ray

### DVD
- Hell Freezes Over (1994)
- Farewell 1 Tour - Live From Melbourne (2005)
- History of the Eagles : The Story Of An American Band (2013)
- Live From The Forum MMXVII (2020) Coffret 3 DVD

### Linda Ronstadt
- Linda Ronstadt (1972) - Glenn Frey, Don Henley, Bernie Leadon et Randy Meisner jouent sur l'album.
- Don't Cry Now (1973) - Glenn Frey guitare électrique et pedal steel sur deux chansons.
- Heart like a wheel (1974) - Glenn Frey guitare acoustique, Don Henley batterie et Timothy B. Schmit basse sur You Can Close Your Eyes.
- Hasten Down The Wind (1976) - Don Henley chœurs sur la pièce-titre.
- Simple Dreams : (1977) - Don Henley chœurs sur Blue Bayou.